# البدع (الدوحة)
البدع أحد أحياء الدوحة، قطر. كانت في السابق أكبر مدينة في قطر في القرن التاسع عشر، قبل أن تزداد شهرة الدوحة، وهي فرع من البدع. تأسست البدع كمنطقة في بلدية الدوحة في أواخر القرن العشرين.
يقع مقر الديوان الأميري القطري (المكتب الرئاسي) في البدع منذ عام 1915، بعد تحويله من حصن عثماني مهجور.

## أصل التسمية
البدع مشتق من الكلمة العربية " البدعة" وتعني " الاختراع ". عندما أصبحت المنطقة غير المأهولة سابقًا مأهولة بالسكان، تم اختراع مستوطنة بشكل أساسي، ومنحها اسمها.

## تاريخ

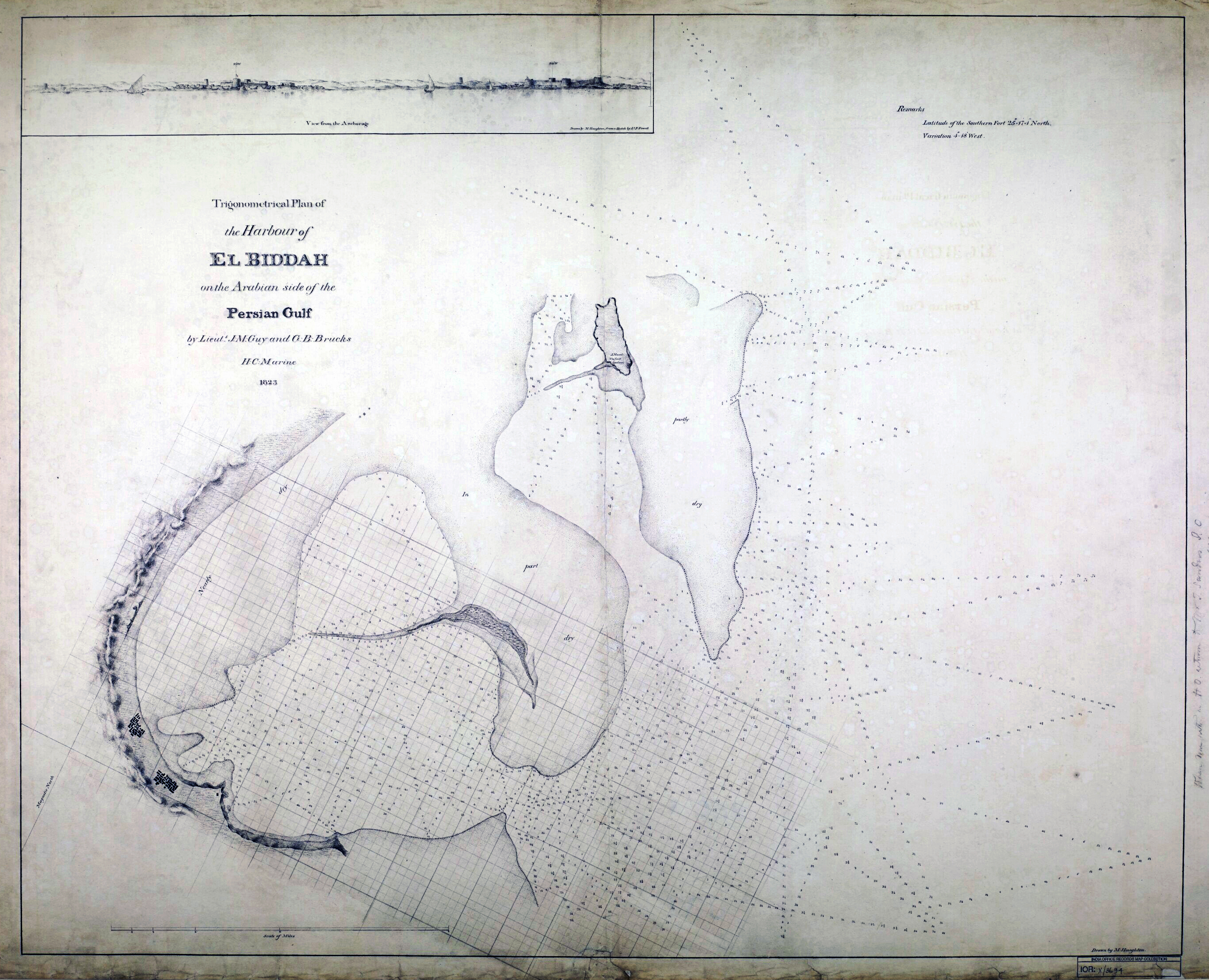
"مخطط مثلثي لميناء البدع على الجانب العربي من الخليج العربي"، 1823.

أقدم ذكر موثق لمدينة البدع جاء في عام 1681 من قبل الدير الكرملية في حساب يؤرخ لعدة مستوطنات في قطر. في السجل، يشار إلى الحاكم وحصن في حدود البدع.
قامت البدع في البدء عام 1686م بعد موقعة دوحة المقتلة التي وهي المدينة الهامة في قطر قديماً، وتقع البدع على الجانب الشرقي لشبه جزيرة قطر وعلى بعد حوالي 63 ميلاً من الطرف الجنوبي لراس ركن، و45 ميلاً شمالي خور العديد وتقوم البدع على الجانب الجنوبي من خليج عميق في الركن الجنوبي الغربي لميناء طبيعي يبلغ طوله ثلاث أميال وهي محمية من جهتي الشمال الشرقي والجنوب الشرقي بصخور طبيعية ويبلغ اتساع المدخل اقل من ميل من جهة الشرق ولكنه ضحل بين رؤوس الصخور وصعب بعض الشئ ولاتستطيع المراكب ذات الغاطس الأكثر من 15 قدما المرور فيه ويتراوح عمق قاع الميناء ما بين 3 إلى 5 قامات والقاع طمي أبيض اوكلسي.

### القرن التاسع عشر
أصبحت البدع أهم مدينة في البلاد بعد انهيار الزبارة في أوائل القرن التاسع عشر. تطورت الدوحة، العاصمة الحالية للبلاد من البدع. وصف ديفيد سيتون، وهو سياسي بريطاني مقيم في مسقط، أحد أقدم الروايات الإنجليزية عن البدع في عام 1801:

في يناير 1823، زار المقيم السياسي جون ماكلويد مدينة البدع للقاء حاكم الدوحة والمؤسس الأول، بحر بن جبران الناصر آل بوعينين، الذي كان أيضًا زعيم قبيلة البوعينين. وأشار ماكلويد إلى أن البدع كانت الميناء التجاري الوحيد الكبير في شبه الجزيرة خلال هذا الوقت. بعد تأسيس الدوحة، غالبًا ما خلطت السجلات المكتوبة بين البدع والدوحة نظرًا للقرب الشديد من المستوطنتين. في وقت لاحق من ذلك العام، قام الملازم جاي والملازم بروكس برسم الخرائط وكتبوا وصفًا للمستوطنتين. على الرغم من تعيينهما كيانين منفصلين، تمت الإشارة إليهما تحت الاسم الجماعي للبدع في الوصف المكتوب.

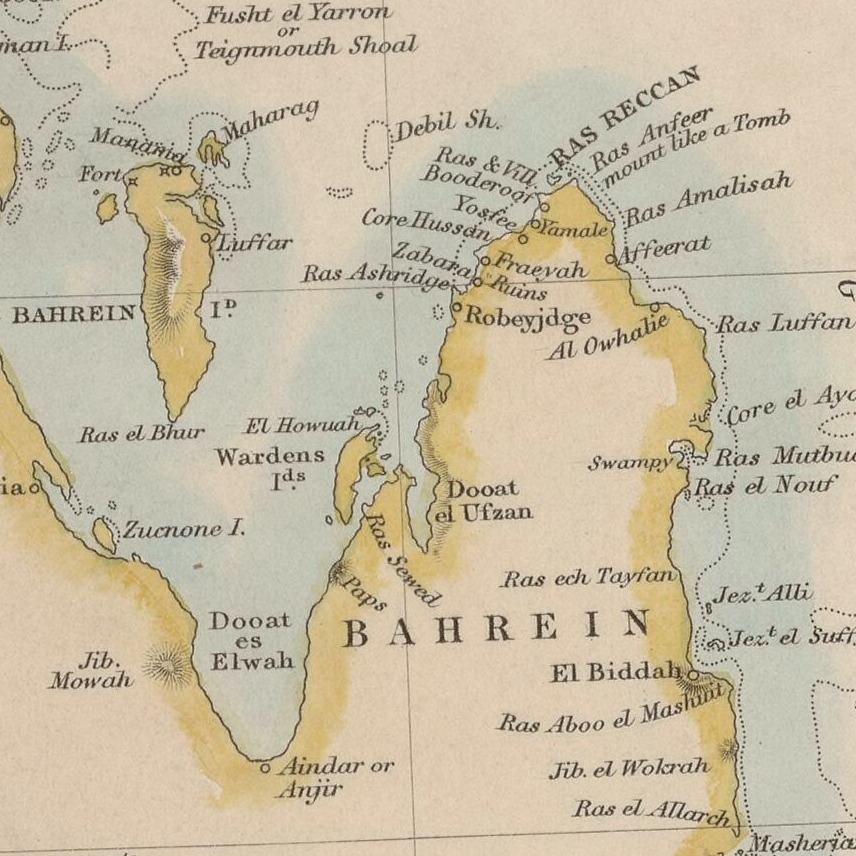
خريطة للبحرين وقطر الحالية لعام 1849 تُصوِّر البدع.

في عام 1847، هدم آل خليفة شيخ البحرين البدع ونقل سكانها إلى البحرين. كما فرض الشيخ حصارًا اقتصاديًا على المدينة عام 1852. في عام 1867، أرسلت البحرين عدد كبير من السفن والقوات لمعاقبة أهل الوكرة والبدع. انضمت أبو ظبي مناصرة للبحرين لإعتقادها بتحول الوكرة إلى ملجأ للهاربين من عمان. في وقت لاحق من ذلك العام، قامت القوات المشتركة بتعداد ألفي رجل بنهب المدينتين القطريتين المذكورتين، فيما سيعرف فيما بعد باسم الحرب القطرية البحرينية. وذكر سجل بريطاني في وقت لاحق«أن مدينتي الدوحة والوكرة كانتا في نهاية عام 1867 محيتان مؤقتًا من الوجود، وتم تفكيك البيوت وترحيل السكان».
حوالي أوائل عام 1871، أصبحت المدينة قاعدة عمليات للبدو الذين يقاومون الحكم العثماني بعد أن أسسوا موطئ قدم في شرق الجزيرة العربية في ذلك العام. بحلول ديسمبر 1871، أذن الأمير جاسم بن محمد للعثمانيين بإرسال 100 جندي ومعدات إلى البدع. بعد فترة وجيزة، دُمجت قطر مقاطعةً في الإمبراطورية العثمانية، واعتراف بالبدع عاصمةً إقليمية رسمية.
كانت قلعة البدع بمثابة المعقل الأخير للقوات العثمانية في معركة الوجبة عام 1893. استسلمت القوات بعد أن قطعت قوات جاسم بن محمد إمدادات المياه عن المدينة وحاصرت القلعة. أفاد تقرير عثماني الذي جُمع في نفس العام أن البدع والدوحة يبلغ عدد سكانهما 6000 نسمة، مشيرًا إلى كلتا المدينتين باسم «قطر». صُنف البدع على أنها الجزء الغربي من قطر، وذكر أنها كانت تستوعب بشكل أساسي أفراد قبائل الكواري والسودان.

### القرن العشرون
في المعجم الجغرافي للخليج الفارسي لجون غوردون لوريمر الذي نُشر لأول مرة في عام 1908، وصفت البدع مدينةً كبيرةً وميناء طبيعيا بسبب الشعاب، ولاتستطيع المراكب ذات الغاطس الأكثر من 15 قدما المرور فيه. ووصفت الأرض بأنها صحراء صخرية ترتفع 40 أو 50 قدمًا فوق مستوى سطح البحر. غالبية سكانها، الذين قيل إنهم يمارسون صيد اللؤلؤ، كانوا يتألفون من القبائل القطرية، مثل السودان وأصحاب المتاجر البحرينيين والمهاجرين من الأحساء.

## جغرافيا
تقع البدع على حدود الأحياء التالية: 
- مشايريب جنوبا يفصل بينها طريق الريان.
- الجسرة من الشرق يفصل بينها شارع محمد بن جاسم.
- الرميلة (المنطقة 12) من الشمال الغربي، يفصل بينها شارع الرميلة، والرميلة (المنطقة 21) غربًا بشارع عنيزة.

## معالم

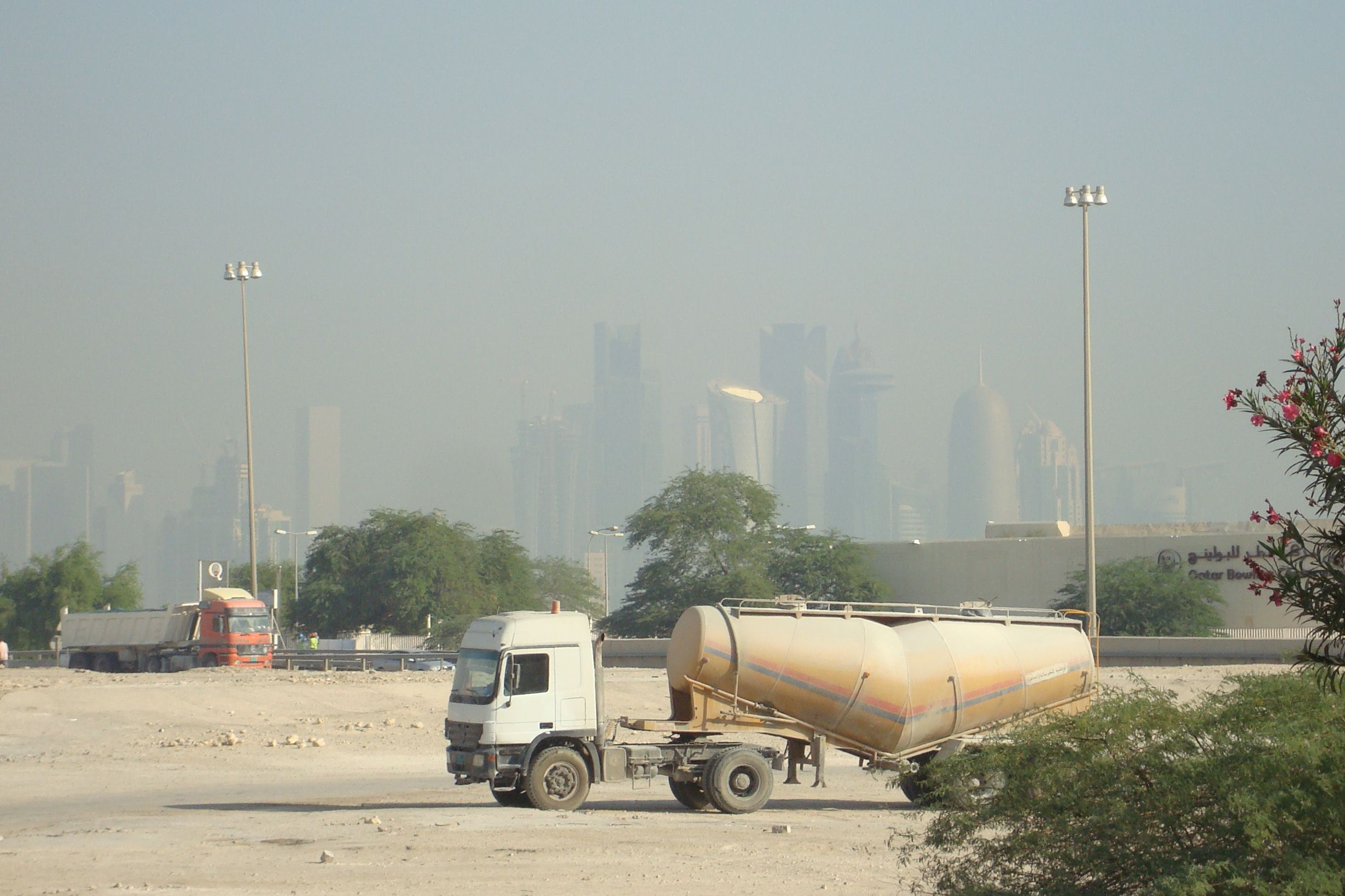
مركز قطر للبولينج، منظر من بعيد

### الديوان الأميري القطري
يقع الديوان الأميري على شارع الكورنيش. والديوان الأميري هو المقر الرئيسي للحكم في دولة قطر، والجهاز السيادي فيها، والمكتب الإداري للشيخ تميم بن حمد آل ثاني أمير البلاد، وهو حلقة الوصل بين الأمير وكافة الأجهزة الحكومية وغير الحكومية في الداخل والخارج، ويعرض عليه مشاريع القوانين والأدوات التشريعية للنظر في المصادقة عليها، ويبلغ توجيهاته للجهات المعنية.
عرف الديوان الأميري قديما بقلعة البدع، وهي في الأصل قلعة شيدت في القرن الثامن عشر وكانت محصنة بأبراج للمراقبة، وخلال فترة الوجود العثماني (1871-1915) سميت بقلعة العسكر، وبعد رحيل العثمانيين في عهد الشيخ عبد الله بن جاسم حاكم قطر تولى مهمة إصلاح القلعة لتصبح فيما بعد مقرا لحكام قطر.
وفي مطلع الثمانينيات شيد مبنى جديد للديوان الأميري بجانب القصر القديم، وانطلق العمل الإداري فيه عام 1989، وهو يضم إلى جانب مكتب الأمير، مكتب نائب الأمير، ومكتب رئيس مجلس الوزراء.

### برج البدع
يبلغ ارتفاع برج البدع 215 متراً برج البدع والذي يضم المقر الرئيسي للجنة العليا للمشاريع والإرث، والاتحاد القطري لكرة القدم، ودوري نجوم قطر، ويستوعب 43 طابقًا وبلغت مساحته الإجمالية الصافية للإيجار 41500 متر مربع. يتميز الحائط الساتر بتصميم زوبعة. تشمل المرافق مساحة تجارية ومراكز أعمال ومعارض فنية ومطاعم ونادي صحي.
وقد حصل برج البدع على شهادة المنظومة العالمية لتقييم الاستدامة (جي ساس)، ليكون أول مبنى في قطر يحصل على هذه الشهادة.

### معالم أخرى
- مسجد الشيوخ على شارع القصر. [3]
- برج البدع التاريخي على شارع أم الدوم. [3]
- قلعة البدع بجبل السودان.[25]
- حديقة البدع الغربية على طريق الريان. [3]
- مركز قطر للبولينج (تحت رعاية اللجنة الأولمبية القطرية) بشارع القرطبي. [3]
- برج ساعة البدع على شارع الكورنيش. [3]
- حديقة البدع (المعروفة سابقًا باسم حديقة الرميلة) التي تقع جزئيًا في الرميلة على شارع الكورنيش وينقسم إلى قسمين من شارع الرميلة. [3]

## النقل

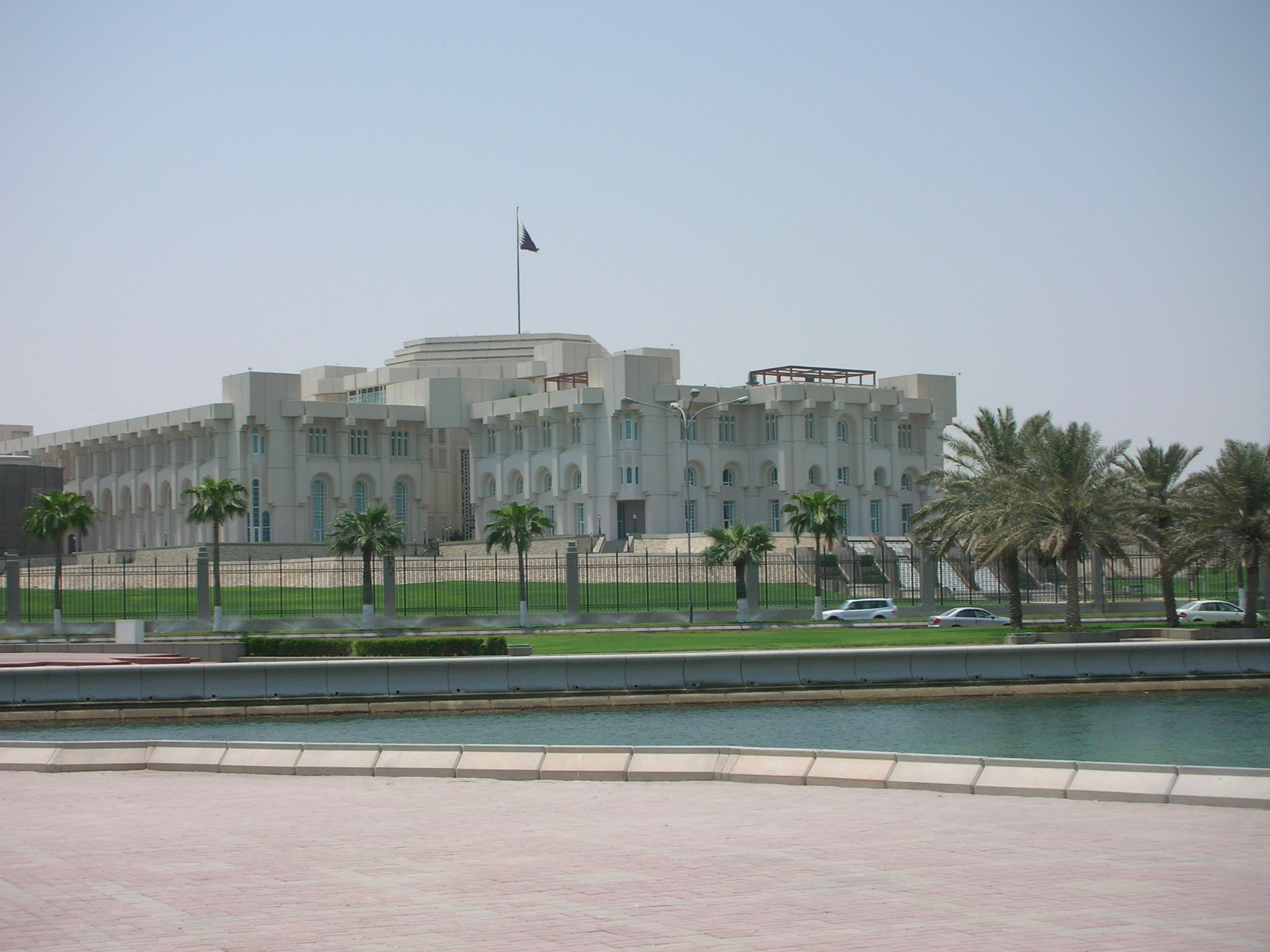
منظر للديوان الأميري في البدع

الطرق الرئيسية التي تمر عبر المنطقة هي شارع قلعة العسكر وشارع جاسم بن محمد وشارع الكورنيش وطريق الريان.
تعمل محطة البدع تحت الأرض حاليًا محطة تبادل بين الخط الأحمر والخط الأخضر لمترو الدوحة. جزءً من المرحلة الأولى من المترو، افتتحت المحطة في 10 ديسمبر 2019، إلى جانب جميع محطات الخط الأخضر الأخرى. يقع في حديقة البدع على طريق الريان. تعد المحطة واحدة من أكثر محطات مترو الدوحة حيوية لأنها توفر الاتصال بين خطين من خطوط مترو الدوحة الثلاثة الحالية.
ومن بين مرافق المحطة جهاز أوريدو للخدمة الذاتية وغرفة للصلاة ودورات مياه. تشمل المعالم القريبة التي تقع على مسافة قريبة سيرًا على الأقدام حديقة البدع ومركز قطر للبولينج. لا توجد روابط مترو للمحطة.

## التركيبة السكانية
حسب تعداد 2010، تضم المستوطنة 91 وحدة سكنية  و 6 منشآت. يعيش في المستوطنة 1,102 نسمة، 98٪ منهم ذكور و 2٪ إناث. من أصل 1102 نسمة، كان 99٪ من السكان 20 عامًا أو أكثر و 1٪ تحت سن العشرين.
يشكل العاملون 99٪ من السكان. تمثل الإناث 1٪ من السكان العاملين، بينما يمثل الذكور 99٪ من السكان العاملين. 
| عام  | تعداد السكان |
| ---- | ------------ |
| 1986 | 4,436        |
| 1997 | 3,558        |
| 2004 | 1,379        |
| 2010 | 1,102        |